# Inn-völgy
Az Inn-völgy a névadó Inn folyó völgye Svájcban, Ausztriában és Németországban. Teljes hossza 517 km, legnagyobb városa az osztrák Innsbruck. Fontos közlekedési folyosó, nem csak az Inn, hanem az Inntal Autobahn, az Alsó-Inn-völgyi vasútvonal és az Új Alsó-Inn-völgyi vasútvonal is a völgyön halad át.